# Монго (місто)
Монго — це місто в Чаді, столиця регіону Гера. Знаходиться за 252,2 милі (406 км) від дороги на схід від столиці Нджамени. тут розташовано аеропорт Монго.
11 квітня 2006 повстанці з Об'єднаного фронту за демократичні зміни (ОФП) зайняли центральну частину міста.

## Населення
| Рік  | Населення |
| ---- | --------- |
| 1993 | 20 443    |
| 2008 | 29 261    |

## Клімат
Місто знаходиться у зоні, котра характеризується кліматом помірних степів та напівпустель. Найтепліший місяць — квітень із середньою температурою 32.8 °C (91 °F). Найхолодніший місяць — серпень, із середньою температурою 25 °С (77 °F).
| Клімат Монго            | Клімат Монго | Клімат Монго | Клімат Монго | Клімат Монго | Клімат Монго | Клімат Монго | Клімат Монго | Клімат Монго | Клімат Монго | Клімат Монго | Клімат Монго | Клімат Монго | Клімат Монго |
| Показник                | Січ.         | Лют.         | Бер.         | Квіт.        | Трав.        | Черв.        | Лип.         | Серп.        | Вер.         | Жовт.        | Лист.        | Груд.        | Рік          |
| Середня температура, °C | 27           | 29           | 32           | 33           | 32           | 30           | 27           | 25           | 26           | 28           | 28           | 27           | 28           |
| Норма опадів, мм        | 0            | 0            | 2            | 13           | 47           | 77           | 183          | 290          | 128          | 27           | 0            | 0            | 766          |
| ----------------------- | ------------ | ------------ | ------------ | ------------ | ------------ | ------------ | ------------ | ------------ | ------------ | ------------ | ------------ | ------------ | ------------ |
| Джерело: Weatherbase    |              |              |              |              |              |              |              |              |              |              |              |              |              |